# Tmesisternus ochraceosignatus
Tmesisternus ochraceosignatus là một loài bọ cánh cứng trong họ Cerambycidae.